# خاچنا
خاچنا (به عربی: جبال الخشنة) یک منطقهٔ مسکونی در الجزایر است که در استان بومرداس واقع شده‌است. خاچنا ۱٬۰۳۲ متر بالاتر از سطح دریا واقع شده‌است.